# 宗石大
宗石 大（むねいし だい、1951年1月1日 - ）は、日本の騎手（高知競馬場）、調教師（高知競馬場）。高知県香美郡土佐山田町（現・香美市）出身。

## 来歴
1951年1月1日、高知県香美郡土佐山田町（現・香美市）出身。生家は農家で、農耕馬や競走馬を飼っていた。エンタツ・アチャコや藤山寛美に憧れて漫才師を志したが伝手がなかったため断念し、大工を目指して職業訓練校に通った。しかし経済的な事情から職業訓練校に通えなくなり、体が小さいことを活かして金を稼ごうと騎手になることを決意。「一発試験」と呼ばれる試験に合格し、騎手免許を取得した。騎手としては1万回以上騎乗し、1000を超える勝利を挙げた。このことについて宗石は、「下手くそに1万回も乗せてくれたのは義理と人情みたいなものだったから、私も義理と人情が大事の人間になっちゃった」と述べている。
騎手引退後調教師となり、1994年に初出走。ハルウララの管理調教師として有名になった。2007年にはヒカルサザンクロス、2012年にはセニョールベストで、地方競馬全国協会 (NAR) が定める最多出走記録を更新した。